# Haut-Mbomou
Pour les articles homonymes, voir Mbomou (homonymie).
Haut-Mbomou est l’une des 20 préfectures de République centrafricaine, située à l’extrême sud-est du pays. Elle borde la République démocratique du Congo et le Soudan du Sud.
Sa superficie est de 55 530 km2 pour une population de 57 602 habitants en 2003. Sa capitale est Obo. 
En septembre 2004, l’organisation Médecins sans frontières (MSF) et le ministère de la Santé de la République centrafricaine ont signé un accord pour traiter tous les patients dans le Haut-Mbomou, devenant ainsi la seule préfecture dans le pays capable de garantir les transfusions sanguines.

## Situation
La préfecture du Haut-Mbomou est située à l'extrémité orientale du pays, elle est frontalière du Soudan du Sud au nord-est et de la République démocratique du Congo au sud.
| Haute-Kotto | Bahr el Ghazal occidental |                      |
| Mbomou      | Haut-Mbomou               | Équatoria-Occidental |
|             | Bas-Uele                  | Haut-Uele            |

## Histoire
À partir de 1890, l'administrateur colonial français, Victor Liotard est chargé par Brazza d'occuper les territoires du Haut-Oubangui incluant l'actuel Haut-Mbomou, et de contenir les avancées Belges. La résidence de Zémio est occupée par le Lieutenant belge Milz en 1892. 
Par la suite, le territoire passe sous contrôle français, séparé du Congo français, il intègre les Territoires du Haut-Oubangui à leur création le 13 juillet 1894. Le Haut-Oubangui prend le statut de province le 10 décembre 1899. Le 22 novembre 1908, les cercles de Rafaï et Zémio sont instaurés dans la région des Sultanats avec pour chef-lieu Bangassou. En mars 1909, cette région devient la  Circonscription des Sultanats, puis le 5 octobre 1910: Circonscription du Mbomou, et Circonscription du Bas-Mbomou le 4 octobre 1911. La Circonscription du Haut-Mbomou est instaurée le 1er janvier 1912 avec pour chef-Lieu Kaka. En 1944, elle est intégrée à la Région du Mbomou. Le 16 octobre 1957 le District Autonome Zandé est institué. Le 12 décembre 1960, la République centrafricaine indépendante instaure la Région d'Obo-Zémio avec Obo pour Chef-lieu. Cette région devient Préfecture le 23 janvier 1961. Le 20 novembre 1964 elle prend le nom de Préfecture du Haut-Mbomou.

## Administration
La préfecture du Haut-Mbomou constitue avec le Mbomou et la Basse-Kotto, la région du Haut-Oubangui, portant le numéro 6 de la République centrafricaine. 

### Sous-préfectures et communes
La préfecture du Haut-Mbomou est divisée en quatre sous-préfectures et cinq communes :
| - Sous-préfecture de Obo : - Mboki - Obo |  |  | - Sous-préfecture de Bambouti : - Lili - Sous-préfecture de Djemah : - Djemah |  |  | - Sous-préfecture de Zémio : - Zémio |

Les cinq communes du Haut-Mbomou sont constituées de 88 villages.
| Sous-préfectures | communes | superficie (km²) | population (hab. 2015) | villages (nbre 2003) | quartiers (nbre 2003) |
| Bambouti         | Lili     | 4 769,68         | 894                    | 8                    | 0                     |
| Djemah           | Djemah   | 36 415,34        | 2 322                  | 6                    | 0                     |
| Obo              | Mboki    | 1 923,57         | 28 775                 | 25                   | 0                     |
| Obo              | Obo      | 5 339,57         | 12 609                 | 11                   | 8                     |
| Zémio            | Zémio    | 8 229,43         | 27 816                 | 38                   | 16                    |

## Économie
La préfecture se situe dans la zone de cultures vivrières à mil et manioc dominants, maïs, courges et haricots. La pêche fluviale traditionnelle est pratiquée sur les rivières Mbomou et Ouara.
La zone du nord, limitée par les rivières Ouara et Vovodo constitue la réserve de faune de Zémongo.